# Цзюй Жуй
Цзюй Жуй (нар. 4 лютого 1993) — китайська веслувальниця, бронзова призерка Олімпійських ігор 2020 року.

## Виступи на Олімпіадах
| Олімпіада  | Дисципліна | Місце |
| ---------- | ---------- | ----- |
| Токіо 2020 | вісімки    | 3     |

## Зовнішні посилання
- Цзюй Жуй на сайті FISA.

1. 1 2  Rui Ju